# LBRR
LBRR, Linköpings Bugg och Rock'n'Roll Klubb, är en danssportklubb som bedriver kurs- och tävlingsverksamhet för ungdomar och vuxna i BRR-dans, främst Bugg och Rock'n'Roll.
Klubben, som bedriver sin verksamhet i Linköping, grundades under hösten 2007. Den är ansluten till Svenska Danssportförbundet (DSF) och Riksidrottsförbundet (RF). 